# Mur-de-Barrez

Mur-de-Barrez este o comună în departamentul Aveyron din sudul Franței. În 1 ianuarie 2022 avea o populație de 685 de locuitori.